# المجمعات المسكونية الكاثوليكية
تتألف المجمعات المسكونية الكاثوليكية من 21 مجلساً عُقِدت على مدى 1700 سنة. وبالتوازي مع تغير التعاريف عبر التاريخ فإن الفهم الكاثوليكي الحالي للمجمعات المسكونية يتمثل على صورة جمعيات من البطاركة وكرادلة والأساقفة والآباء وغيرهم من أشخاص النظام الديني الذين يرشحهم البابا. يكمن الهدف من المجمعات المسكونية في تعريف العقيدة وإعادة تأكيد حقائق الإيمان واجتثاث الهرطقة. ويوافق البابا على قرارات المجمعات حتى تكسب مصداقيتها. وتنحصر المشاركة على رجال الدين المعنيين.

## مجامع الكنيسة الكاثوليكية
- مجمع نيقية
- مجمع القسطنطينية الأول
- مجمع أفسس
- مجمع خلقيدونية
- مجمع القسطنطينية الثاني
- مجمع القسطنطينية الثالث
- مجمع نيقية الثاني
- مجمع القسطنطينية الرابع
- مجمع لاتران الأول
- مجمع لاتران الثاني
- مجمع لاتران الثالث
- مجمع لاتران الرابع
- مجمع ليون الأول
- مجمع ليون الثاني
- مجمع فيينا
- مجمع كونستانس
- مجمع فلورنسا
- مجمع لاتران الخامس
- مجمع ترنت
- المجمع الفاتيكاني الأول
- المجمع الفاتيكاني الثاني

## وصلات خارجية
- الموسوعة الكاثوليكية: المجالس العامة